# Puig de la Mola
El Puig de la Mola és una muntanya de 534 metres que es troba al massís del Garraf, entre els municipis d'Olivella (Garraf), Begues (Baix Llobregat), Avinyonet del Penedès (Alt Penedès) i Olesa de Bonesvalls (Alt Penedès).
Al cim podem trobar-hi un vèrtex geodèsic (referència 281129001).
Aquest cim està inclòs al llistat dels 100 cims de la FEEC.